# Rivière Saint-Yves
Pour les articles homonymes, voir Saint-Yves.
La rivière Saint-Yves est un tributaire du réservoir Pipmuacan et de la rivière Betsiamites, coulant sur la rive nord-ouest du fleuve Saint-Laurent, dans le territoire non organisé Mont-Valin, dans la municipalité régionale de comté (MRC) de Le Fjord-du-Saguenay, dans la région administrative de la Saguenay-Lac-Saint-Jean, dans la Province de Québec, au Canada.
La rivière Saint-Yves traverse la partie est de la zec Onatchiway.
La vallée de la rivière Saint-Yves est desservie par la route forestière R0201 laquelle remonte vers le nord pour contourner le lac Rouvray par le nord où elle bifurque vers le sud-ouest pour desservir la vallée de la rivière Shipshaw,.
Les activités récréotouristiques constituent la principale activité économique du secteur ; la foresterie, en second.
La surface de la rivière Saint-Yves est habituellement gelée de la fin novembre au début avril, toutefois la circulation sécuritaire sur la glace se fait généralement de la mi-décembre à la fin mars.

## Géographie
Les principaux bassins versants voisins de la rivière Saint-Yves sont :
- Côté nord : Rivière Betsiamites, ruisseau Navajo, rivière de l’Épinette, rivière Pipmuacan, réservoir Pipmuacan ;
- Côté est : Rivière aux Chutes, réservoir Pipmuacan, rivière aux Sables ;
- Côté sud : Lac Rouvray, rivière du Portage, rivière au Poivre, rivière Shipshaw ;
- Côté ouest : lac Pamouscachiou, rivière Manouane, rivière Péribonka, rivière Manouaniche[2].

La rivière Saint-Yves prend sa source à l’embouchure d’un lac Brassard (longueur : 2,8 km ; altitude : 548 m), en zone forestière. Ce lac qui comporte trois parties (Nord, centre et Sud) est situé à 3,5 km au nord-ouest du lac Rouvray, à 4,2 km du lac Pamouscachiou et à 13,5 km au sud-est de l’embouchure de la rivière Saint-Yves.
À partir de l’embouchure du lac de tête, le cours de la rivière Saint-Yves coule sur 17,9 km vers le nord-est, selon les segments suivants :
- 4,8 km vers le nord en traversant le lac Saint-Yves, jusqu’à son embouchure ;
- 2,1 km vers le sud-est, jusqu’à la décharge (venant du sud) du lac aux Huitres ;
- 4,7 km vers le nord-est jusqu’au ruisseau Navajo (venant du nord) ;
- 6,3 km vers le nord-est, jusqu’à son embouchure où il se déverse au fond de la baie Bellerive de la rive sud du réservoir Pipmuacan dans le territoire non organisé de Mont-Valin[2].

Cette confluence de la rivière Saint-Yves située à :
- 30,2 km à l'ouest de la rivière Manouane ;
- 10,8 km au nord de la route forestière R0201 laquelle passe au nord du lac Rouvray ;
- 87,2 km au sud-est du centre du village de Labrieville ;
- 21,8 km au nord-est du barrage à l’embouchure du lac Pamouscachiou ;
- 70,1 km au sud-est de la centrale Bersimis-1 située au sud-est du réservoir Pipmuacan ;
- 144,2 km à l'ouest du centre-ville de Forestville ;
- 116,6 km au nord de l’embouchure de la rivière Shipshaw.
- 159,7 km à l'ouest de l’embouchure de la rivière Betsiamites[2],[4].

À partir de l’embouchure de la rivière Saint-Yves, le courant coule vers deux émissaires :
- rivière Shipshaw : sur 47,1 km vers le nord-ouest en contournant une presqu’île (s’étirant sur 11,3 km vers le nord), puis vers le sud en traversant le lac Pamouscachiou, jusqu’au barrage à son embouchure ;
- rivière Betsiamites : sur 98 km, vers le nord en contournant une presqu’île puis vers le sud-est jusqu’au barrage de la centrale Bersimis-1[2].

## Toponymie
Le toponyme rivière Saint-Yves a été officialisé le 3 octobre 1972 à la Banque des noms de lieux de la Commission de toponymie du Québec.